# Кріотерапія

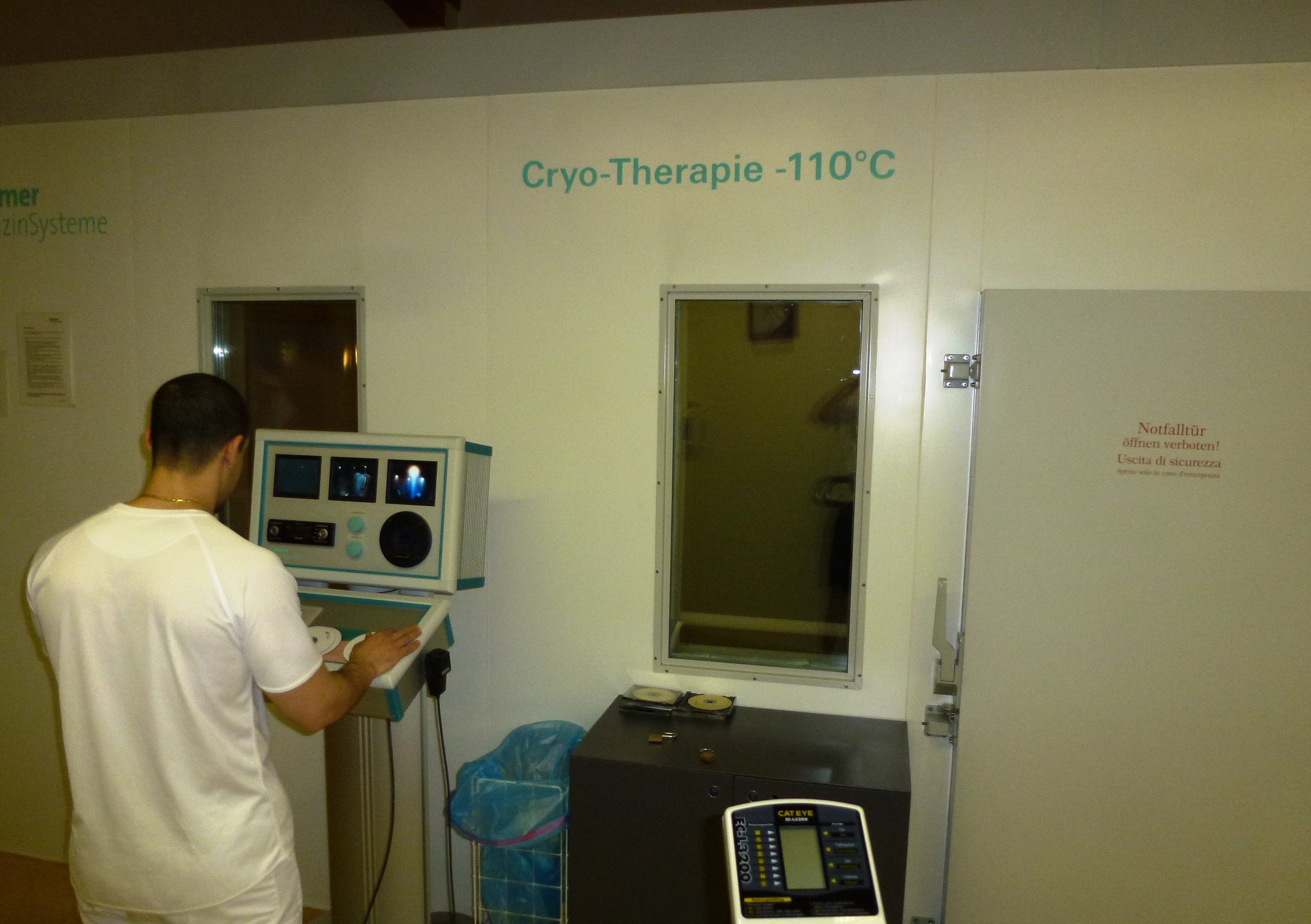
Кріотерапевтична камера при -110 ° С

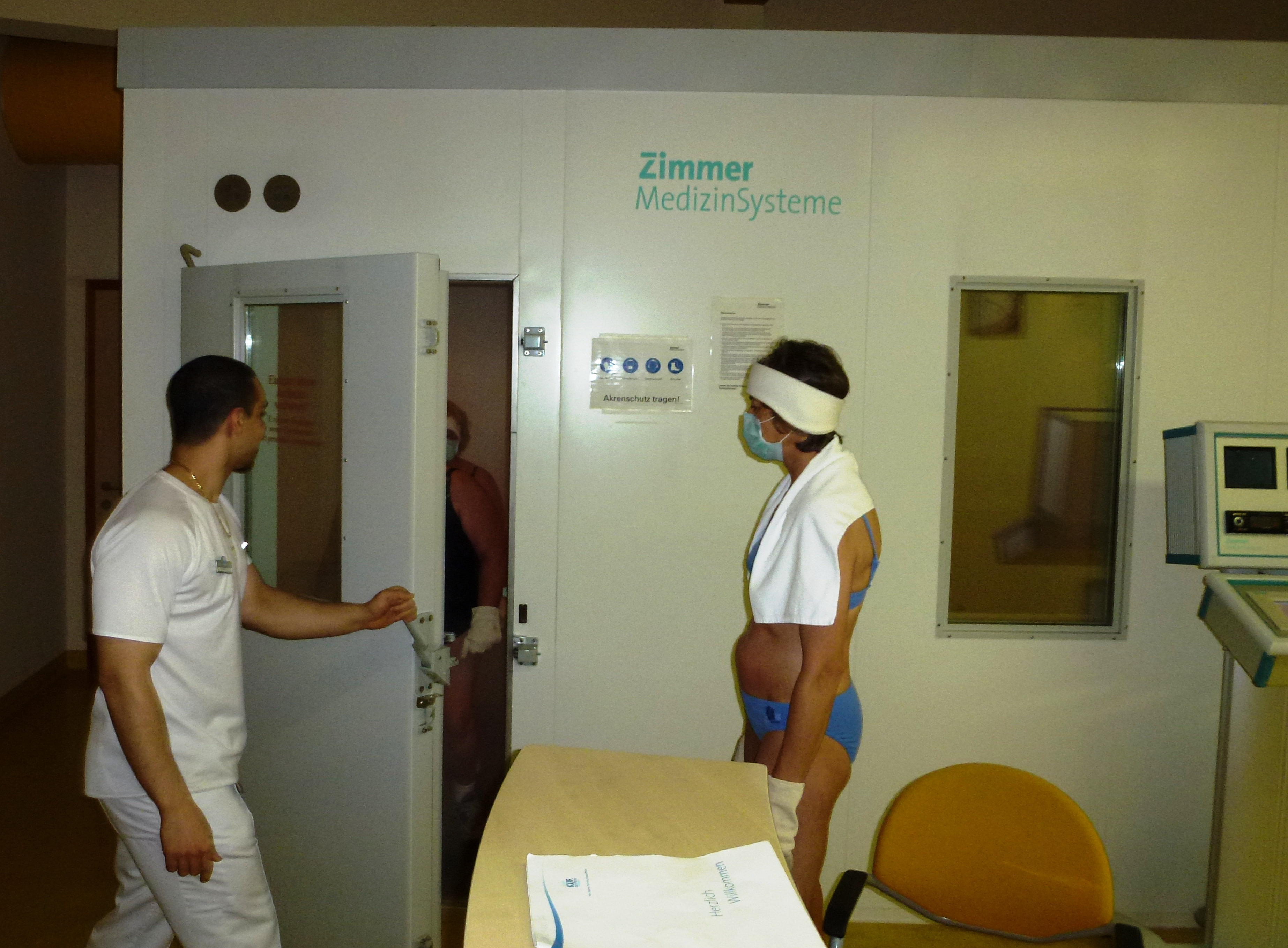
Пацієнт кріотерапії під час підготовки до лікування у кріотерапевтичній камері

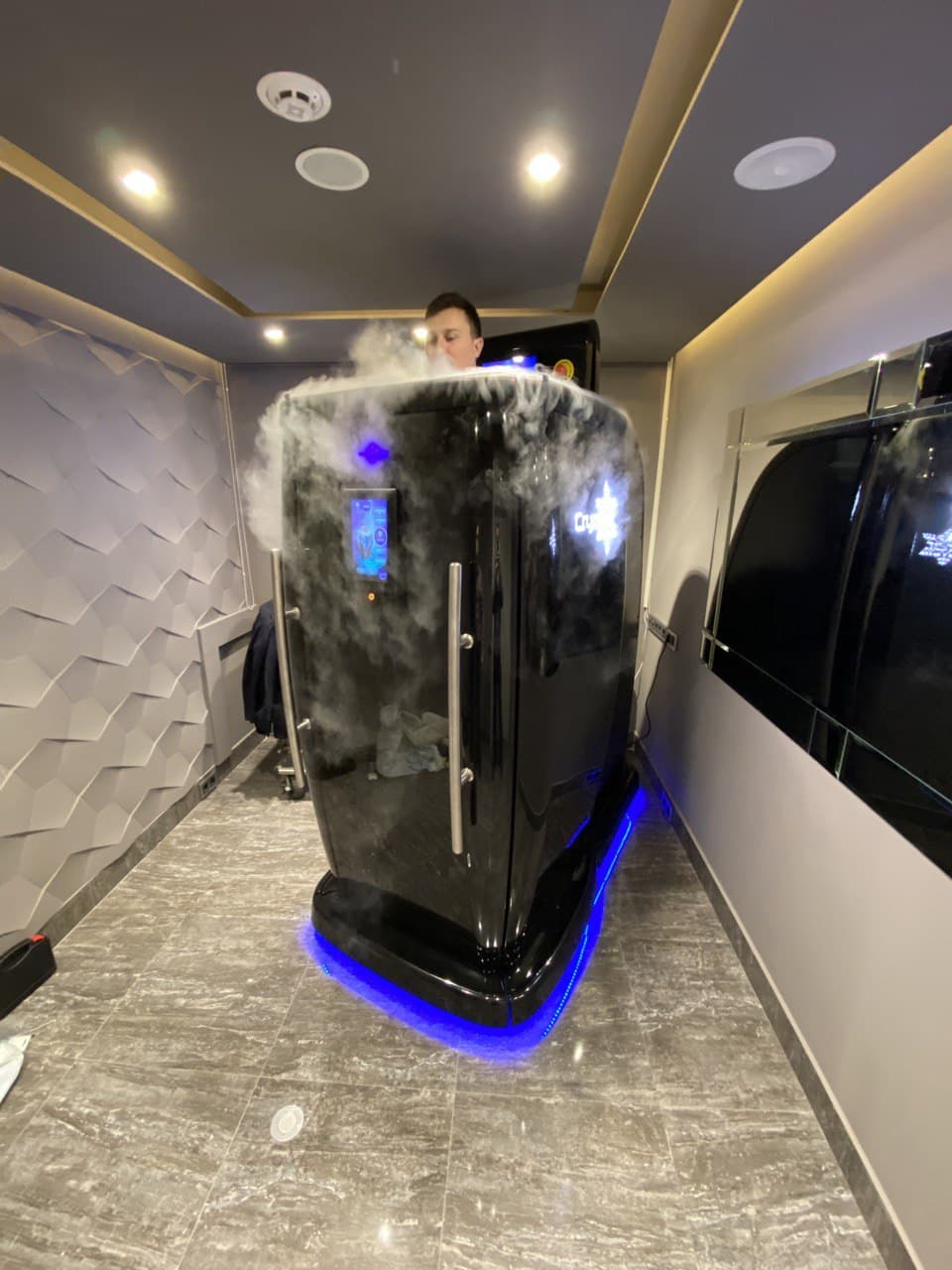
Сучасна кріотерапевтична камера

Кріотерапі́я — використання холоду в лікувально-профілактичних цілях, для відведення тепла від тканин, органів або від тіла людини. У фізіотерапії застосовують процедури місцевого та загального впливу. Механізм лікувальної дії ще недостатньо добре вивчений.
Розрізняють
- помірно низькі (близько 0 °С),
- низькі (до −15 … −20 °С) та
- наднизькі (до −110 … −160 °С) температури лікувальних впливів.

У вітчизняній практиці для загального впливу наднизькими температурами використовують установки загальної аерокріотерапії, в яких загальне охолодження до −160… −170 °С здійснюється за допомогою азото-повітряної суміші. За даними багатьох дослідників найефективнішою є температура −130 °С. Тривалість процедури: 1—2,3 хвилини.

## Механізм впливу
Охолодження тканин супроводжується зниженням інтенсивності метаболізму, споживання ними кисню та поживних речовин. Відмічається зниження швидкості транспортування речовин через мембрану клітини. Ці зміни розвиваються в поверхневих тканинах і мають зворотний характер. Явища, що розвиваються в глибоко розташованих тканинах тіла, не пов'язані з прямим впливом холодового подразника та мають вторинне рефлекторне та нейрогуморальне походження.
В умовах патології кріотерапія має антидепресивну, протитривожну, знеболюючу, протизапальну, протинабрякову, судинорозширюючу, нормалізуючу тонус венозних та лімфатичних (лімфодренаж) судин, міорелаксуючу, трофіко-регенераторну, десенсибилизуючу, імуностимулюючу дію.
Так, наприклад, стимуляція лімбічної системи головного мозку приводить до посилення вироблення ендорфінів, що мають знеболюючу, седативну, ейфорієзуючу дію.

## Кріотерапевтична камера
Кріотерапевтична камера — це корпус у формі труби з відкритим верхом, який закриває тіло людини та підтримує голову у кімнатній температурі. Це специфічний тип низькотемпературного лікування, що використовується для зменшення болі та запалення. Кріосауна була винайдена у 1970-і роки японським ревматологом Тосімою Ямагуті.
Зазвичай їх використовують для втрати ваги, зниження тривожності та депресії, зменшення симптомів екземи, зменшення запалення.

## Апаратура
- Апарати для локальної кріотерапії — «Kryotur 600», «Норд» та «Холод» генерують холод завдяки термоелектричному ефекту.
- Апарат локальної дії сухим холодним повітрям — «Criojet Air»
- Апарат локальної дії азото-повітряною сумішшю — «Крио-01», «Айсберг».[9]
- Апарати для загальної аерокріотерапії — «Messer Griesheim», «Medizintechnik Krischrnan + Schweizer», «КАЭКТ-01-Крион», «Кріостар».[10]

В Україні виробництвом кріотерапевтичних камер займається МедСтарКом. Виробництво знаходиться у Дніпрі.

## Показання
- астеноневротичний, астенодепресивний синдром,
- алкогольний абстинентний синдром,
- синдром хронічної втоми,
- клімактеричні розлади;
- гіпертонічна хвороба I ступеня,
- ішемічна хвороба I функціонального класу,
- нейроциркуляторна дистонія за гіпертонічним та кардіальним типом;
- захворювання опорно-рухового апарату:
  - ревматоїдний артрит,
  - остеоартроз,
  - травми суглобів,
  - сколіотична хвороба,
  - хвороба Бехтєрева,
  - поширений остеохондроз із дискогенними корінцевими радікулопатіями,
  - фантомний та каузалгічний біль,
  - гострий больовий синдром при травматичних пошкодженнях (локальна кріотерапія);
- хронічна венозна недостатність (без явищ тромбофлебіту),
- лімфостаз;
- захворювання шкіри:
  - поширений псоріаз,
  - дифузний нейродерміт (атопічний дерматит),
  - трофічні виразки та рани, що повільно загоюються,
  - себорея,
  - вугрі.[джерело?]

## Протипоказання
- захворювання периферійних судин, при яких порушений артеріальний кровообіг (ендартеріїт, облітеруючий атеросклероз периферійних судин, хвороба Рейно),
- тромбофлебіт,
- системні захворювання крові,
- неперенесення холоду,
- холодова алергія,
- діти віком до п'яти років.[джерело?]